# Robert Cochrane
Robert Cochrane, död 1482, var en skotsk arkitekt och kungagunstling.
Han  var Jakob III:s av Skottland betrodde rådgivare. Mot Cochrane, som var av icke-adlig börd, reste sig den skotska adeln. Han beskylldes bland annat för att ha förmått kungen att mörda sin bror, och hängdes.